# Seznam dílů seriálu Letiště
Toto je seznam dílů seriálu Letiště. Český televizní seriál Letiště vysílala v letech 2006–2007 TV Prima. Vypráví o fiktivní letecké společnosti Central Airlines a jejích zaměstnancích. Odehrává se na pražském letišti Ruzyně a na malém letišti Točná. Během dvou sérií bylo odvysíláno celkem 118 epizod.

## Přehled řad
| Řada | Díly | Premiéra       | Premiéra          |
| Řada | Díly | První díl      | Poslední díl      |
| ---- | ---- | -------------- | ----------------- |
| 1    | 84   | 4. září 2006   | 25. června 2007   |
| 2    | 34   | 27. srpna 2007 | 19. prosince 2007 |

## Díly

### První řada (2006–2007)
| Č. v seriálu | Č. v řadě | Název                          | Režie         | Scénář                                                                      | Datum premiéry     | Sledovanost (v mil.) |
| ------------ | --------- | ------------------------------ | ------------- | --------------------------------------------------------------------------- | ------------------ | -------------------- |
| 1            | 1         | Narozeniny                     | Petr Zahrádka | Petr Zahrádka, Ondřej Provazník a Tereza Dusová                             | 4. září 2006       | 1,318                |
| 2            | 2         | Tajemství                      | Petr Zahrádka | Petr Zahrádka, Ondřej Provazník a Emil Rhounek                              | 6. září 2006       | 0,695                |
| 3            | 3         | Padák                          | Petr Zahrádka | Petr Zahrádka a Ondřej Provazník                                            | 11. září 2006      | 0,962                |
| 4            | 4         | Velký návrat                   | Petr Zahrádka | Petr Zahrádka a Tomáš Končínský                                             | 13. září 2006      |                      |
| 5            | 5         | Na cestě                       | Petr Zahrádka | Petr Zahrádka, Ondřej Provazník a Leoš Karaks                               | 18. září 2006      |                      |
| 6            | 6         | Jasmine Blue                   | Petr Zahrádka | Petr Zahrádka, Ondřej Provazník a Tomáš Končínský                           | 20. září 2006      |                      |
| 7            | 7         | Rubínová svatba                | Petr Zahrádka | Petr Zahrádka, Ondřej Provazník a Tereza Dusová                             | 25. září 2006      |                      |
| 8            | 8         | Mrtvý muž letí                 | Petr Zahrádka | Petr Zahrádka, Ondřej Provazník a Tereza Dusová                             | 27. září 2006      |                      |
| 9            | 9         | Usmíření                       | Petr Zahrádka | Petr Zahrádka a Tereza Dusová                                               | 2. října 2006      |                      |
| 10           | 10        | Nohejbal                       | Petr Zahrádka | Petr Zahrádka a Emil Rhounek                                                | 4. října 2006      |                      |
| 11           | 11        | Koncert                        | Petr Zahrádka | Petr Zahrádka a Tomáš Končínský                                             | 9. října 2006      |                      |
| 12           | 12        | Prověrky                       | Petr Zahrádka | Petr Zahrádka a Tereza Dusová                                               | 11. října 2006     |                      |
| 13           | 13        | Bar                            | Jakub Sommer  | Petr Zahrádka a Tereza Dusová                                               | 16. října 2006     |                      |
| 14           | 14        | Plot                           | Jakub Sommer  | Petr Zahrádka a Tomáš Končínský                                             | 18. října 2006     |                      |
| 15           | 15        | Cesta do Říma                  | Jakub Sommer  | Petr Zahrádka, Tereza Dusová, Petra Soukupová a Ondřej Provazník            | 23. října 2006     |                      |
| 16           | 16        | Která je ta pravá?             | Jakub Sommer  | Petr Zahrádka a Emil Rhounek                                                | 25. října 2006     |                      |
| 17           | 17        | Celebrita                      | Radim Špaček  | Petr Zahrádka a Tomáš Končínský                                             | 30. října 2006     |                      |
| 18           | 18        | Holky na krku                  | Radim Špaček  | Petr Zahrádka a Emil Rhounek                                                | 1. listopadu 2006  |                      |
| 19           | 19        | Holka z kalendáře              | Radim Špaček  | Petr Zahrádka a Tomáš Končínský                                             | 6. listopadu 2006  |                      |
| 20           | 20        | Odbory                         | Radim Špaček  | Petr Zahrádka, Ondřej Provazník a Emil Rhounek                              | 8. listopadu 2006  |                      |
| 21           | 21        | Dlouhá noc                     | Petr Zahrádka | Petr Zahrádka a Tereza Dusová                                               | 13. listopadu 2006 |                      |
| 22           | 22        | Dlouhý den                     | Petr Zahrádka | Petr Zahrádka a Tereza Dusová                                               | 15. listopadu 2006 |                      |
| 23           | 23        | Zásnuby                        | Petr Zahrádka | Petr Zahrádka a Tomáš Končínský                                             | 20. listopadu 2006 |                      |
| 24           | 24        | Poslední let                   | Petr Zahrádka | Petr Zahrádka a Emil Rhounek                                                | 22. listopadu 2006 |                      |
| 25           | 25        | Pohřeb                         | Petr Zahrádka | Petr Zahrádka, Tomáš Končínský a Tereza Dusová                              | 27. listopadu 2006 |                      |
| 26           | 26        | Štvanci                        | Petr Zahrádka | Petr Zahrádka, Ondřej Provazník a Emil Rhounek                              | 29. listopadu 2006 |                      |
| 27           | 27        | Kalamita                       | Jaroslav Fuit | Petr Zahrádka, Emil Rhounek, Ondřej Provazník a Zdeněk Jiránský             | 4. prosince 2006   |                      |
| 28           | 28        | Nečekaná sblížení              | Petr Zahrádka | Petr Zahrádka, Ondřej Provazník, Emil Rhounek, Tereza Dusová a Ivan Herodej | 6. prosince 2006   |                      |
| 29           | 29        | Lhůta                          | Petr Zahrádka | Petr Zahrádka, Tomáš Končínský a Emil Rhounek                               | 11. prosince 2006  |                      |
| 30           | 30        | Až do dna                      | Radim Špaček  | Petr Zahrádka, Leoš Karaks a Emil Rhounek                                   | 13. prosince 2006  |                      |
| 31           | 31        | Karel Veliký                   | Radim Špaček  | Petr Zahrádka, Petr Marek a Emil Rhounek                                    | 18. prosince 2006  |                      |
| 32           | 32        | Vypečený oběd                  | Radim Špaček  | Petr Zahrádka, Ivan Herodej a Emil Rhounek                                  | 20. prosince 2006  |                      |
| 33           | 33        | Černé Vánoce                   | Petr Zahrádka | Petr Zahrádka, Jan Coufal a Tereza Dusová                                   | 25. prosince 2006  |                      |
| 34           | 34        | Šťastný a veselý               | Petr Zahrádka |                                                                             | 27. prosince 2006  |                      |
| 35           | 35        | Nový rok                       | Petr Zahrádka |                                                                             | 3. ledna 2007      |                      |
| 36           | 36        | Pád                            | Petr Zahrádka |                                                                             | 8. ledna 2007      |                      |
| 37           | 37        | Ztráta důvěry                  | Petr Zahrádka |                                                                             | 10. ledna 2007     |                      |
| 38           | 38        | Muž, který přežil pád          | Petr Zahrádka |                                                                             | 15. ledna 2007     |                      |
| 39           | 39        | Jak se zbavit strachu z létání | Petr Zahrádka | Petr Zahrádka, Tomáš Končínský a Emil Rhounek                               | 17. ledna 2007     |                      |
| 40           | 40        | Pravda o pádu                  | Petr Zahrádka | Petr Zahrádka, Tomáš Končínský a Emil Rhounek                               | 22. ledna 2007     |                      |
| 41           | 41        | Soud                           | Petr Zahrádka | Petr Zahrádka, Jan Coufal a Tereza Dusová                                   | 24. ledna 2007     |                      |
| 42           | 42        | Kdo z koho                     | Petr Zahrádka | Petr Zahrádka, Zdeněk Jiráský, Jan Coufal a Ondřej Provazník                | 29. ledna 2007     |                      |
| 43           | 43        | Azyl                           | Petr Zahrádka | Petr Zahrádka, Leoš Karaks a Tereza Dusová                                  | 31. ledna 2007     |                      |
| 44           | 44        | Váhání                         | Petr Zahrádka | Petr Zahrádka, Petra Soukupová a Tereza Dusová                              | 5. února 2007      |                      |
| 45           | 45        | Bude svatba                    | Petr Zahrádka |                                                                             | 7. února 2007      |                      |
| 46           | 46        | Svatba                         | Petr Zahrádka |                                                                             | 12. února 2007     |                      |
| 47           | 47        | Svatební cesta                 | Petr Zahrádka |                                                                             | 14. února 2007     |                      |
| 48           | 48        | Inkubátor                      | Petr Zahrádka |                                                                             | 19. února 2007     |                      |
| 49           | 49        | Poradna pro uprchlíky          | Radim Špaček  |                                                                             | 21. února 2007     |                      |
| 50           | 50        | Ahmad                          | Petr Zahrádka |                                                                             | 26. února 2007     |                      |
| 51           | 51        | Únos                           | Petr Zahrádka |                                                                             | 28. února 2007     |                      |
| 52           | 52        | Trauma                         | Petr Zahrádka |                                                                             | 5. března 2007     |                      |
| 53           | 53        | Václav hrdina                  | Petr Zahrádka |                                                                             | 7. března 2007     |                      |
| 54           | 54        | Kniha                          | Petr Zahrádka |                                                                             | 12. března 2007    |                      |
| 55           | 55        | Konkurence                     | Radim Špaček  |                                                                             | 14. března 2007    |                      |
| 56           | 56        | A je to venku                  | Petr Zahrádka |                                                                             | 19. března 2007    |                      |
| 57           | 57        | Obvinění                       | Petr Zahrádka |                                                                             | 21. března 2007    |                      |
| 58           | 58        | Anonym                         | Petr Zahrádka |                                                                             | 26. března 2007    |                      |
| 59           | 59        | Tajný let                      | Petr Zahrádka |                                                                             | 28. března 2007    |                      |
| 60           | 60        | Srážka                         | Petr Zahrádka |                                                                             | 2. dubna 2007      |                      |
| 61           | 61        | Křeslo                         | Petr Zahrádka |                                                                             | 4. dubna 2007      |                      |
| 62           | 62        | Pavel derertér                 | Petr Zahrádka |                                                                             | 9. dubna 2007      |                      |
| 63           | 63        | Alibi                          | Petr Zahrádka |                                                                             | 11. dubna 2007     |                      |
| 64           | 64        | Odchody                        | Petr Zahrádka |                                                                             | 16. dubna 2007     |                      |
| 65           | 65        | Cholera                        | Petr Zahrádka |                                                                             | 18. dubna 2007     |                      |
| 66           | 66        | Závod                          | Petr Zahrádka |                                                                             | 23. dubna 2007     |                      |
| 67           | 67        | Výbuch                         | Petr Zahrádka |                                                                             | 25. dubna 2007     |                      |
| 68           | 68        | Boj o život                    | Petr Zahrádka |                                                                             | 30. dubna 2007     |                      |
| 69           | 69        | Život jde dál                  | Petr Zahrádka |                                                                             | 2. května 2007     |                      |
| 70           | 70        | Zatloukánci                    | Petr Zahrádka |                                                                             | 7. května 2007     |                      |
| 71           | 71        | O rodičích a dětech            | Petr Zahrádka |                                                                             | 9. května 2007     |                      |
| 72           | 72        | Návraty                        | Jaroslav Fuit | Emil Rhounek, Jan Coufal a Tereza Dusová                                    | 14. května 2007    |                      |
| 73           | 73        | Boj o Petru                    | Jaroslav Fuit | Tomáš Holeček, Jan Coufal a Tereza Dusová                                   | 16. května 2007    |                      |
| 74           | 74        | Příchod titánů                 | Jaroslav Fuit | Tomáš Holeček, Jan Coufal a Tereza Dusová                                   | 21. května 2007    |                      |
| 75           | 75        | Karlovo dítě                   | Radim Špaček  | Tomáš Holeček a Tereza Dusová                                               | 23. května 2007    |                      |
| 76           | 76        | Souboj                         | Radim Špaček  | Richard Malatínský a Tereza Dusová                                          | 28. května 2007    |                      |
| 77           | 77        | Lenčin příběh                  | Radim Špaček  | Emil Rhounek a Tereza Dusová                                                | 30. května 2007    |                      |
| 78           | 78        | Cesta do pekla                 | Radim Špaček  | Zdeněk Jiráský a Tereza Dusová                                              | 4. června 2007     |                      |
| 79           | 79        | Vítězové a poražení            | Radim Špaček  | Jan Coufal a Tereza Dusová                                                  | 6. června 2007     |                      |
| 80           | 80        | Robert                         | Radim Špaček  | Emil Rhounek a Jan Coufal                                                   | 11. června 2007    |                      |
| 81           | 81        | Anna                           | Petr Zahrádka | Jan Coufal a Tereza Dusová                                                  | 13. června 2007    |                      |
| 82           | 82        | Václav                         | Petr Zahrádka | Jan Coufal                                                                  | 18. června 2007    |                      |
| 83           | 83        | Karel                          | Petr Zahrádka | Tereza Dusová a Jan Coufal                                                  | 20. června 2007    |                      |
| 84           | 84        | Blatní                         | Petr Zahrádka | Tereza Dusová a Jan Coufal                                                  | 25. června 2007    |                      |